# 相沢真美
相沢 真美（あいざわ まみ、1986年5月7日 - ）は、日本の競馬YouTuber、女性モデル、グラビアアイドル、元レースクイーン。愛称は「まみりん」。北海道帯広市出身。

## 略歴
小・中学生時代にモデルの仕事をしたことがあったが、2010年、トータルベネフィットに所属し本格的な活動を開始。その後2012年2月からスリーライズに移籍した。
2013年12月を以ってレースクイーンを卒業後、芸能活動を休止するも、翌2014年10月に逢沢 真美名義で芸能活動を再開、その後2015年1月に芸名を再び相沢 真美に戻した。
現在、自身で事務所「S2プロモーション」を設立している。2015年2月2日、美容サロンを経営することを報告。
現在はいただき不二子名義で活動中。

## 人物
- 資格として、普通自動車免許、実用数学技能検定3級を取得している。
- 趣味は旅行、ショッピング、ドライブ。
- 特技はテニス、料理。
- 好きな色は白とピンク。
- 兄がいる。

### 交友関係
- スリーライズ時代は真先由紀奈[3]や新庄千歳[7]と仲が良く、特に新庄千歳からは「真美姉さん[7]」と呼ばれていた。
- バグジー所属のタレント・小西かいりはモデル活動を始める前からの親友である[8]。

## 出演

### 展示会
- 東京ゲームショウ
  - 2011年 グリー
  - 2012年 フジテレビ
  - 2013年 グリー

- CEATEC JAPAN
  - 2011年 パイオニア[8]
  - 2012年 京セラ

- 東京モーターショー
  - 2011年 SUZUKI

- 東京オートサロン
  - 2012年 日本ゼネラルモーターズ（シボレー）
  - 2013年 グッドイヤースタンド ステージモデル

- NAGOYAオートトレンド
  - 2012年 日本ゼネラルモーターズ（シボレー）

- 東京モーターサイクルショー
  - 2012年 ゴールドウイン[8]

### レースクイーン
| 年度   | カテゴリー           | チーム名                                           |
| ------ | -------------------- | -------------------------------------------------- |
| 2012年 | スーパー耐久         | ケーズフロンティアBMW Z4-GT3 Team ホライゾンガール |
| 2013年 | GT Asia              | Team Craft Racing                                  |
| 2013年 | D1グランプリ         | Team VERTEX                                        |
| 2013年 | スーパーフォーミュラ | Lenovo Team IMPUL                                  |

### ラウンドガール
- 2011年 TRIBELATEボクシング

### テレビ
- ピグ☆1
- PRINCE DISCO 2012
- サンデージャポン（TBS）、スッキリ!!（日本テレビ）他、レースクイーンとして出演

### イベント
- 2011年 - 現在 日本ゼネラルモーターズ シボレーガール
- 2012年 ドリームオートエンジェルズ（ランボルギーニ）

### グラビア
- Qブロ
- livedoorニュース
- サーキットスター
- レースクィーン倶楽部
- おんがく遊園地
- DMMタレントチャリティーオークション（2012年より2週間毎に出品中。）

## 書籍

### 雑誌
- VOGUE（2012年2月号）
- ギャルズパラダイス（2012年 東京オートサロン編、2012年 レースクィーンデビュー編）
- 東京オートサロンオフィシャルブック2012
- 週刊実話（2012年11月8日号）
- EX MAX（2012年5月号 付録DVD）
- 特選外車情報エフロード（2012年7月号、2012年8月号）